# Verden (Aller)

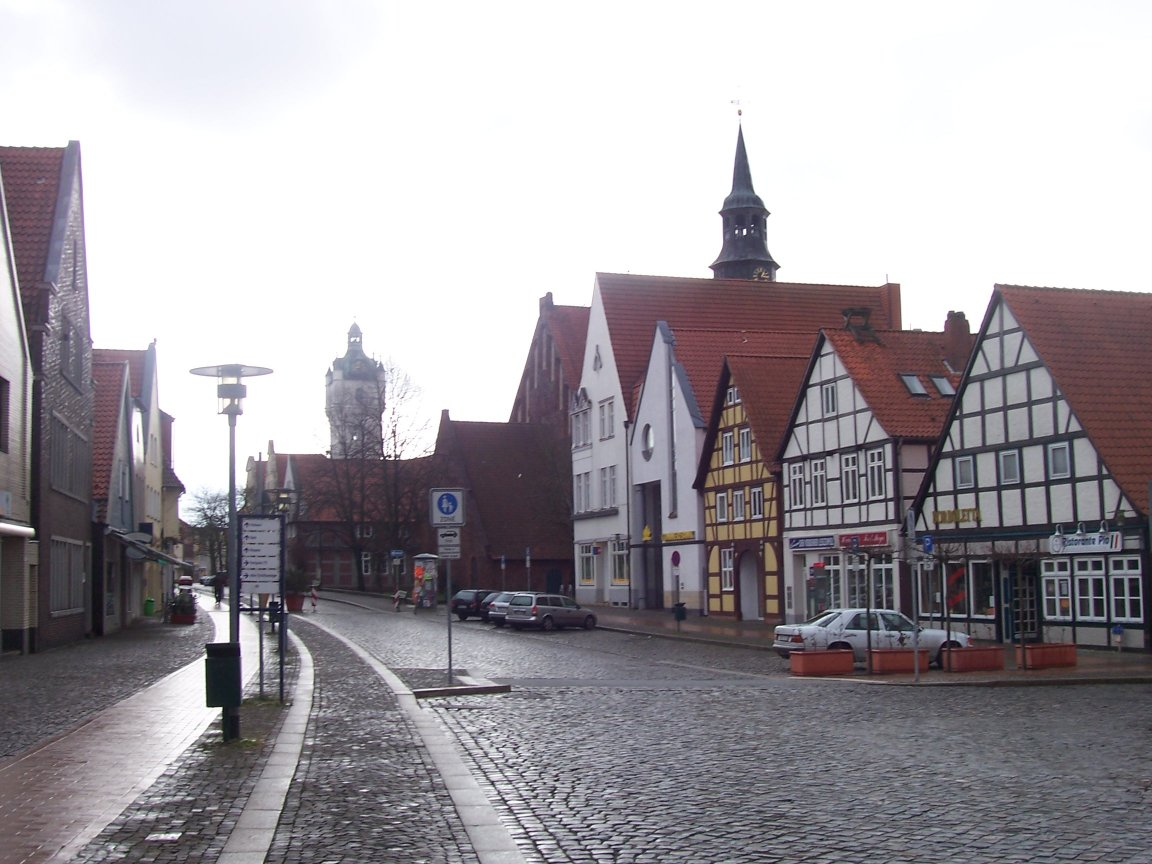
Strada mare

Verden (Aller) este o localitate în districtul Verden, landul Niedersachsen, Germania.
1. ↑  Alle politisch selbständigen Gemeinden mit ausgewählten Merkmalen am 31.12.2018 (4. Quartal) (în germană), Statistisches Bundesamt[*], arhivat din original la 10 martie 2019, accesat în 10 martie 2019